# Isabelle Lissens
Isabelle Lissens (Hoei, 28 september 1962) is een Belgisch politica voor de MR.

## Levensloop
Lissens werd directrice administratie en human ressources bij de TEC. 
In de jaren 1980 trad ze toe tot de jongerenafdeling van de toenmalige PRL en werd in 1988 voor de partij verkozen tot gemeenteraadslid van Hoei, waar ze in 2004 MR-fractieleider in de gemeenteraad werd. Na de gemeenteraadsverkiezingen van 2006 werd ze eerste schepen onder PS-burgemeester Anne-Marie Lizin. In december 2008 volgde ze Lizin tijdelijk op als burgemeester, nadat die officieel wegens gezondheidsredenen ontslag had genomen, en in maart 2009 werd ze effectief burgemeester. Ze bleef dit echter niet lang omdat de PS de coalitie met de MR verbrak en de MR bijgevolg in de oppositie belandde. In 2012 verliet ze definitief de gemeentepolitiek van Hoei.
Bovendien zetelde Lissens van juni 2004 tot december 2007 in vervanging van staatssecretaris in de Federale Regering Hervé Jamar in het Waals Parlement en in het Parlement van de Franse Gemeenschap.